# Gledson da Paixão
Gledson da Paixão Barros, mais conhecido como Guegueu (Salvador, 10 de setembro de 1990), é um futebolista paralímpico brasileiro.
Ele começou a praticar futebol de 5 aos quinze anos de idade no Instituto de Cegos da Bahia (ICB) em sua cidade natal. Ele compôs a Seleção Brasileira de Futebol de Cinco Masculino, equipe campeã dos Jogos Paralímpicos de Verão de 2012 em Londres e dos Jogos Paralímpicos de Verão de 2020 em Tóquio.